# Guam Shipyard
Maillots
Guam Shipyard est un club de football guamanien basé sur l'île de Guam qui évolue actuellement dans le Championnat de Guam de football.

## Historique
- 1995 : Premier titre de champion de Guam

## Palmarès
- Championnat de Guam (9)
  - Champion : 1995, 1996, 1999, 2000, 2001, 2002, 2003, 2005 et 2006
  - Vice-champion : 2007, 2008, 2012, 2013 et 2014

- Coupe de Guam (4)
  - Vainqueur : 2010, 2012, 2015, 2017
  - Finaliste : 2009

## Anciens joueurs
- Jason Cunliffe
- Elias Merfalen
- Zachary Pangelinan